# Somatén
El somatén fue una institución catalana de carácter parapolicial. En sus inicios fue un cuerpo armado de protección civil, separado del ejército, para defensa propia y de la tierra. La dictadura de Primo de Rivera (1923-1930) lo extendió a toda España, convirtiéndolo en uno de los pilares del régimen. Fue disuelto en 1931 por la Segunda República Española, salvo el Somatén rural catalán, y restablecido bajo la dictadura franquista. La abolición definitiva se produjo en 1978 tras el restablecimiento de la democracia. La palabra somatén deriva de su nombre en catalán, sometent, literalmente "metiendo sonido".

## Historia

### Edad Media
Sus inicios provienen del sagramental, cuyos orígenes se encuentran en las recopilaciones efectuadas por las Cortes de Cataluña en 1068 y en un usatge ('uso feudal') denominado Princeps namque. Ambos textos legales configuran el carácter a la vez policial (en el ámbito local) y militar (en el general) conferido al somatén.
Otro de los cometidos del somatén consistía en dar la alarma para alertar a los pueblos vecinos. Esto se llevaba a cabo mediante hogueras encendidas de cumbre a cumbre, el sonido de un cuerno, un toque de trompeta o repique de campanas. De esta última manera, del repique de campanas (o bien so emetent, en catalán) es de donde surge el nombre posterior, que prevalece sobre el de sagramental a partir sobre todo del siglo XVI. Los miembros del somatén eran todos los vecinos en condiciones de prestar tal servicio. Tenían obligación de conservar armas en sus casas y de instruirse periódicamente en su manejo.
Según Jaume Vicens Vives, en el somatén medieval «cuando el rey o sus oficiales lo creían conveniente y necesario se convocaba a la gente real de determinado distrito o veguería para acudir con las armas en defensa de su señor. El monarca tenía el derecho de reclamar este auxilio armado, derecho que derivaba de las antiguas fórmulas de patrocinio».

### Edad Moderna
La movilización masiva de los ciudadanos se denominaba somatén general y alcanzó su auge durante los siglos XII y XIII. Durante los dos siglos siguientes fue frecuente aún. En los siglos XVI y XVII adquiere un papel fundamentalmente policial –contra bandoleros, hugonotes y piratas– definido por la Constitución de 1561, vigente hasta mediados del siglo XVII.
A raíz de la derrota de los partidarios catalanes del archiduque Carlos en la guerra de sucesión española (1714), Felipe V promulga los Decretos de Nueva Planta, uno de cuyos efectos es la supresión del somatén, liderado por el general Moragues durante la guerra. Pese a esta supresión temporal, el somatén fue restablecido en 1794 por el conde de la Unión durante la guerra del Rosellón (1793-1795), a causa sobre todo de la mala situación del ejército. Fue nuevamente usado durante la guerra de la Independencia Española (1808-1814), en contra de los franceses en Rosas, Barcelona y Tarragona.

### SigloXIXy principios delsigloXX

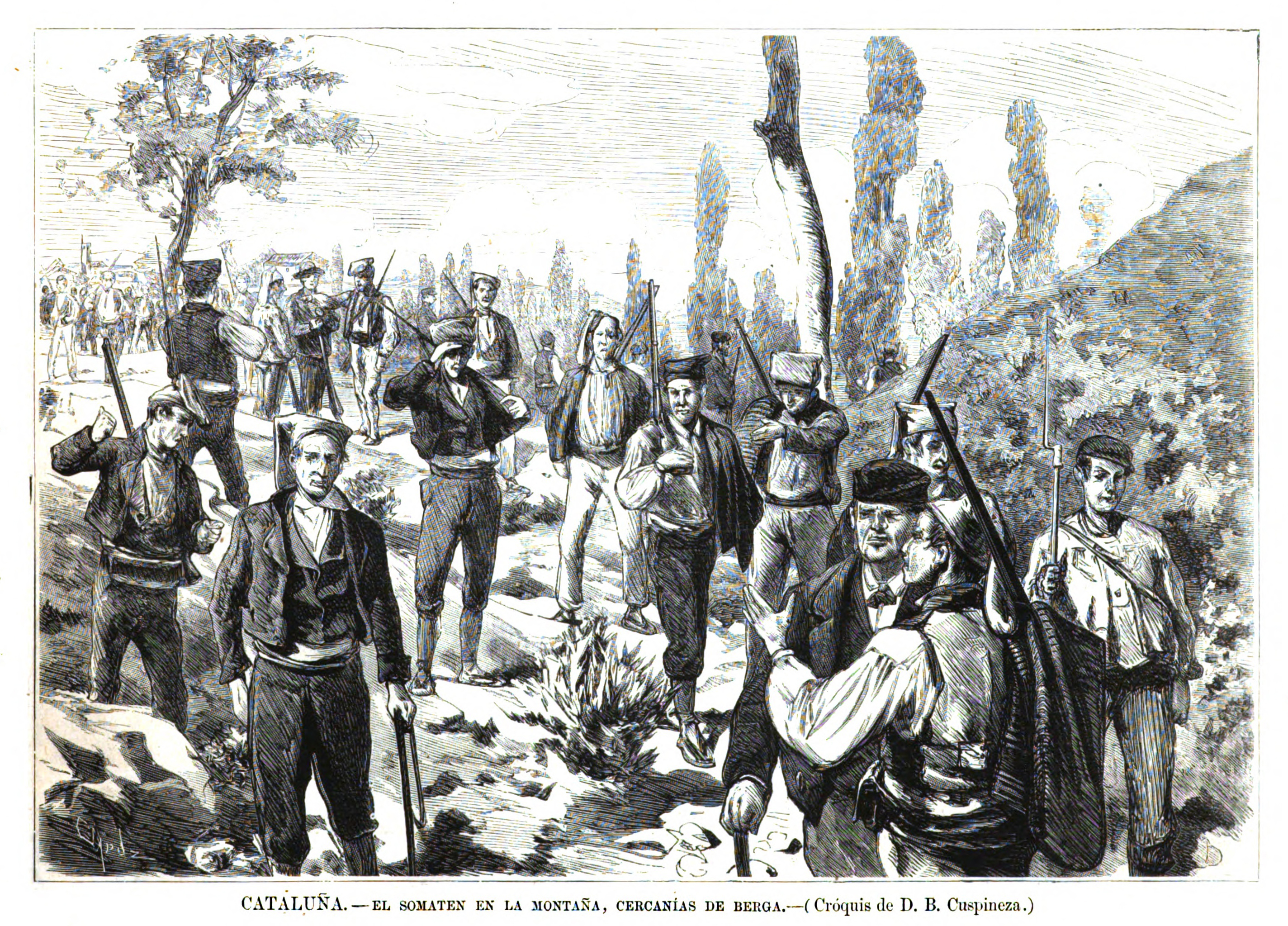
Somatén en 1875 en las cercanías de Berga durante la Tercera Guerra Carlista

Fue reconstituido en 1855 por los grandes propietarios rurales, con el nombre de Sometent Armat de la Muntanya de Catalunya y adoptó el lema de Pau, pau i sempre pau (paz, paz y siempre paz). A partir de entonces, el somatén adquirió un carácter de cuerpo auxiliar del orden público en el ámbito rural, destinado a proteger los dominios de los grandes propietarios. Se abolió nuevamente en la Primera República, pero se restableció poco después para combatir a los carlistas en la Tercera Guerra Carlista.
Las Bases de Manresa reservaban al somatén una importante tarea, que no se llegó a llevar a término por no aplicarse las Bases.
Posteriormente, el somatén actuó en colaboración con las autoridades y grupos ultraderechistas en varias ocasiones. Así, por ejemplo, colaboraron en la detención del pedagogo Francisco Ferrer Guardia (1909), acusado de complicidad en el atentado del anarquista Mateo Morral contra Alfonso XIII, y en contra de los huelguistas en Alella, en los años anteriores a la dictadura militar de Primo de Rivera. El apoyo popular del somatén era escaso, debido a su actividad represiva y de trato favoritista con las clases altas, gestándose toda una leyenda negra a su alrededor.[cita requerida] El 25 de marzo de 1919, Joaquín Milans del Bosch decretó que cualquier civil que no perteneciese al Somatén y que portase armas sería reo de rebelión militar.

### Extensión del Somatén a toda España bajo la Dictadura de Primo de Rivera

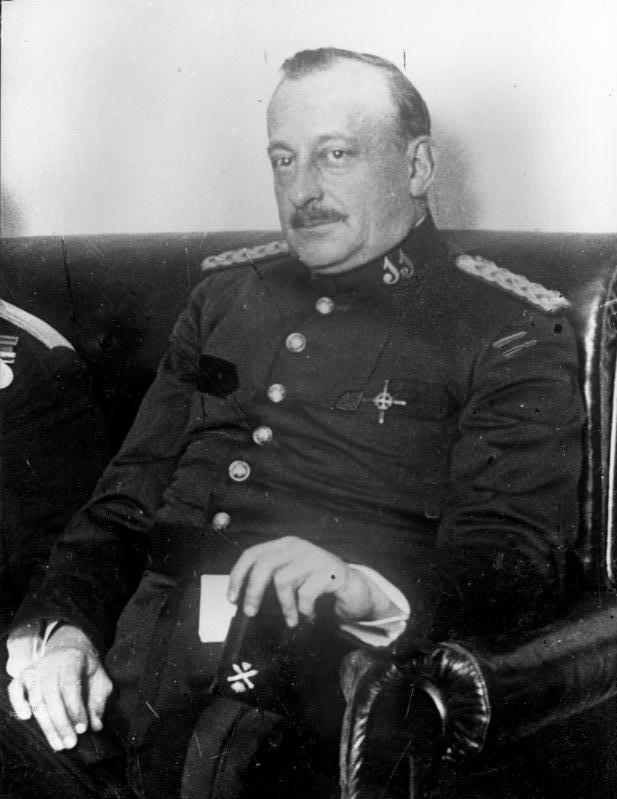
General Miguel Primo de Rivera. Durante su dictadura (1923-1930) extendió el Somatén a toda España.

El 17 de septiembre de 1923, solo dos días después del triunfo del golpe de Estado que instauró la dictadura de Primo de Rivera, el Directorio militar promulgó un real decreto por el que extendió la institución catalana del Somatén a todas las provincias de España. Según el Real Decreto el Somatén Nacional, que fue el primer nombre oficial que recibió, sería reclutado en un plazo de un mes por los capitanes generales, quedando al mando de un General de Brigada. En el Decreto, Primo de Rivera explicaba que el Somatén no era solo una fuerza auxiliar para el mantenimiento del orden público sino también un «acicate de los espíritus» para estimular la colaboración ciudadana con el nuevo régimen. A pesar de que Primo de Rivera en un discurso pronunciado ante Mussolini el 21 de noviembre de 1923 pretendió equipararlo con los "camisas negras" fascistas, el somatén "era un cuerpo armado de burgueses de orden, creado desde, por y para el poder", aunque también se integraron en él algunos obreros procedentes de los Sindicatos Libres. Como dijo Primo de Rivera, el Somatén «tiene por lema paz, justicia y orden, que son los tres postulados de la verdadera democracia».
Según el Real Decreto podían alistarse en el Somatén los varones mayores de 23 años de probada moralidad. Su estructura y cometido –inicialmente se copió el modelo del Somatén catalán– fueron establecidos por una Real Orden del Ministerio de la Guerra del 13 de junio de 1924 sobre el Reglamento Orgánico para el Cuerpo de Somatenes Armados de España, y en sucesivos decretos se extendieron a sus miembros los privilegios legales de los agentes de la autoridad, incluso cuando se encontraban fuera de servicio. Así los somatenistas "lograron una práctica exención de las responsabilidades civiles o penales por hechos acaecidos durante el cumplimiento de sus misiones", concluye el historiador Eduardo González Calleja.
Para estimular el alistamiento e impulsar el apoyo social a la institución se organizaron innumerables actos cívicos cuyo ritual describe así González Calleja: "acogida popular al representante militar del Directorio (gobernador civil o militar o delegado gubernativo); revista al Somatén local; misa de campaña oficiada por el obispo o el cura párroco en la plaza principal con asistencia de las fuerzas de la guarnición en su caso, de las personalidades del pueblo y de la comarca (alcalde, secretario, concejales, maestros, médico, etc.), e incluso de organizaciones juveniles como los Exploradores de España; discursos de la madrina del Somatén, del cabo del distrito y de la autoridad civil o militar concurrente; bendición de las banderas de la Institución; desfile del Somatén (se cuidaba de evitar una excesiva identificación con los usos castrenses, desaconsejando la ejecución de ritmo alguno de paso o la sujeción uniforme del arma larga, y prohibiendo el empleo de bandas de cornetas y tambores), y banquete cívico en el Ayuntamiento, en un salón público o en el domicilio de un vecino destacado, frecuentemente un familiar cercano de la madrina".
El Somatén Nacional tuvo un notable protagonismo en la «policía de las buenas costumbres» ocupándose de establecer un determinado comportamiento cívico burgués conservador, con un fuerte componente religioso. Una de sus competencias como agente de la autoridad era perseguir la blasfemia, y algunos obispos, como el de Pamplona, Mateo Múgica, animaron a sus feligreses y a los sacerdotes de sus diócesis a que colaboraran con el Somatén. De hecho fue puesto bajo la advocación de la Virgen de Montserrat que ya era la patrona del Somatén catalán, y en sus "actos cívicos" nunca faltó la misa de campaña.
En la práctica se puede diferenciar entre el Somatén rural, dirigido a la represión de los delitos comunes, como los hurtos, del Somatén urbano que actuaba bajo la tutela del Ejército y la Policía en la represión de los llamados "delitos sociales", como las huelgas.
Por otro lado, alistarse al Somatén —y también a la Unión Patriótica, el partido único de la Dictadura— se convirtió en una importante base de partida para el ascenso político en el régimen o para la defensa de determinados intereses, y también para el mantenimiento de las posiciones adquiridas, por lo que muchos caciques de la vieja política de los partidos del turno también se alistaron, dando lugar, según González Calleja, a la formación de grupos armados al servicio de los grandes propietarios, lo que minó la valoración social del Somatén.
El número de afiliados al Somatén varió a lo largo de la dictadura. Pocos meses después de su fundación contaba con unos 175 000 hombres, que aumentaron a 182 000 a finales de 1925. El máximo lo alcanzó en agosto de 1928 con 217 584, iniciando a partir de entonces una paulatina decadencia, debida a que perdió buena parte de su razón de ser al mejorar el orden público y a que no logró arraigar fuera de Cataluña; "los resortes caciquiles del poder local impidieron el desarrollo independiente de una organización cívica y verdaderamente apolítica de protección", afirma González Calleja. Otra de las razones de su decadencia fue la fría acogida que le dieron las clases populares debido a su componente burgués ya que estaba integrado casi exclusivamente por "personas respetables" (comerciantes, industriales, abogados, médicos, ingenieros, propietarios, etc.).

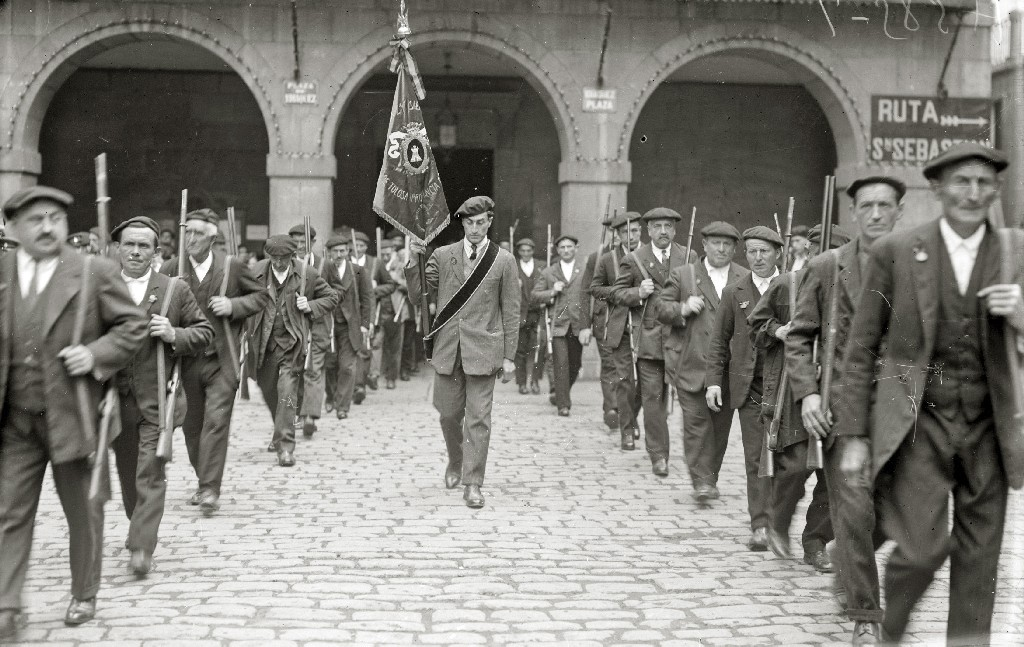
Somatenes saliendo del Ayuntamiento de Tolosa en 1927 durante la dictadura de Primo de Rivera.

Así el Somatén se convirtió progresivamente en "un simple adorno coreográfico de los fastos del régimen, desfilando con sus distintivos, armamento y banderas en toda fiesta o conmemoración oficial que requiriera su presencia", afirma González Calleja. Sin embargo Primo de Rivera solo dos semanas y media antes de presentar su dimisión seguía creyendo en la vigencia del Somatén cuando en un acto con somatenistas celebrado en Madrid el 12 de enero de 1930 aseguró:

El Somatén y la Unión Patriótica están perfectamente organizados y tienen tal fuerza de cohesión, tal decisión para actuar noble y ciudadanamente, que no creo ya que con la existencia de estas entidades puedan volver para España días de turbulencia, de inquietud y de zozobra, como los que todos hemos conocido

Tras la caída de la dictadura de Primo de Rivera y el fin de la censura buena parte de la prensa denunció los excesos, e incluso los delitos cometidos por sus miembros, y exigió su disolución. Esta se produjo, excepto para la Cataluña rural, por una orden del Gobierno Provisional de la Segunda República Española dictada el 15 de abril de 1931, solo un día después de la proclamación de la Segunda República Española.

### Segunda República, Guerra Civil y Dictadura franquista
El 15 de abril de 1931 es disuelto, excepto en Cataluña, por el Gobierno de la Segunda República, aunque se restableció en 1936 tras la sublevación que originó la Guerra Civil. Acabada esta, en 1939, se disuelve nuevamente el somatén, pero no por mucho tiempo, puesto que en 1945 el gobierno de Franco lo reorganiza, extendido ya a casi todo el territorio español, bajo el nombre de "Somatén Armado", con la finalidad principal de colaborar con la Guardia Civil en combatir a los maquis y las organizaciones obreras clandestinas. Los miembros del somatén, que tenían sus fusiles adjudicados en los puestos de la Guardia Civil y licencia de arma corta (muy limitada en España), no podían actuar en solitario, pero podían quedar a cargo del cuartel de la Guardia Civil si era necesario que todos los guardias acudieran a una emergencia, salir de servicio formando pareja con un guardia, etc.
Fue disuelto por el Gobierno en 1978.

## El Somatén en Andorra
En la actualidad, el somatén es solo reconocido en Andorra como institución oficial, aunque solamente entra en servicio durante emergencias nacionales como ocurrió durante las inundaciones de 1982 o en actos oficiales como la visita del Presidente de la República Francesa y el Obispo de Urgel en calidad de Copríncipes de Andorra, llamándose a leva a todos los andorranos varones mayores de 18 años. No obstante, no tiene ningún otro uso ni permanencia mayor, ya que la seguridad interior es competencia de la policía andorrana y, en caso de violación o amenaza de la soberanía, independencia o integridad del territorio andorrano, de España y Francia.